# Emma Kullberg
Emma Kullberg (Umeå, 25 september 1991) is een Zweeds voetbalspeelster. Ze speelt als verdediger voor Juventus FC in de Serie A.

## Clubcarrière
Kullberg speelde voor acht verschillende Zweedse clubs alvorens ze in 2019 als speelster van KIF Örebro DFF doorbrak. Ze kwam tot 22 competitiewedstrijden dat seizoen en maakte haar debuut voor het Zweedse nationale team. Ze dwong daarnaast een transfer af naar de Zweedse topclub Kopparbergs/Göteborg FC voorafgaand aan het seizoen 2020. In het eerste seizoen nadat de club werd hernoemd naar BK Häcken won Kullberg de Zweedse beker.
In januari 2022 verliet Kullberg haar geboorteland en voor een overstap naar Brighton & Hove Albion. Ze tekende een contract voor achttien maanden in een dubbele transfer samen met teamgenote Julia Zigiotti Olme. Kullberg verlengde na 30 optredens bij Brighton haar contract bij de club.
Op 11 februari 2024 maakte Kullberg haar eerste doelpunten voor Brighton & High Albion door als invalster een hattrick te maken tegen Wolverhampton Wanders in een 4-1 overwinning in de FA Cup.
Op 5 juni 2024 maakte Brighton bekend dat Kullberg, samen met drie andere speelsters, geen contractverlenging kreeg en de club ging verlaten.
Op 31 juli 2024 vond Kullberg haar nieuw club door een eenjarig contract te tekenen bij het Italiaanse Juventus FC.

## Statistieken
| Seizoen | Club                    | Land     | Competitie     | Wedstrijden | Doelpunten |
| ------- | ----------------------- | -------- | -------------- | ----------- | ---------- |
| 2009    | Umeå IK                 | Zweden   | Damallsvenskan | 1           | 0          |
| 2010    | Umeå IK                 | Zweden   | Damallsvenskan | 8           | 0          |
| 2011    | Östers IF               | Zweden   | Elitettan      | 20          | 0          |
| 2012    | Vittsjö GIK             | Zweden   | Damallsvenskan | 7           | 0          |
| 2013    | Umeå Sodra              | Zweden   | Elitettan      | 15          | 0          |
| 2014    | Umeå Sodra              | Zweden   | Elitettan      | 22          | 2          |
| 2017    | Umeå IK                 | Zweden   | Elitettan      | 25          | 4          |
| 2018    | Kungsbacka DFF          | Zweden   | Elitettan      | 23          | 2          |
| 2019    | KIF Örebro DFF          | Zweden   | Damallsvenskan | 22          | 0          |
| 2020    | Kopparbergs/Göteborg FC | Zweden   | Damallsvenskan | 22          | 1          |
| 2021    | BK Häcken               | Zweden   | Damallsvenskan | 20          | 1          |
| 2021/22 | Brighton & Hove Albion  | Engeland | Super League   | 13          | 0          |
| 2022/23 | Brighton & Hove Albion  | Engeland | Super League   | 19          | 0          |
| 2023/24 | Brighton & Hove Albion  | Engeland | Super League   | 21          | 0          |
| 2024/25 | Juventus FC             | Italië   | Serie A        | 18          | 0          |
| Totaal  | Totaal                  | Totaal   | Totaal         | 256         | 10         |

Laatste update: 17 april 2025

## Interlandcarrière
Kullberg maakte haar interlanddebuut voor het Zweedse nationale team op 7 november 2019 in een 3-2 vriendschappelijke nederlaag tegen Verenigde Staten in Columbus, Ohio.
Kullberg werd opgenomen in de Zweedse selectie voor op de Olympische Zomerspelen 2020. Ze maakte als invaller haar opwachting in de finale waarin Zweden na penalty's verloor van Canada en daarmee een zilveren medaille won.

## Persoonlijk
Kullberg is de dochter van voormalig Zweeds voetballer Stephan Kullberg en de zus van voetbalster Sanna Kullberg. Ze heeft daarnaast een relatie met eveneens Zweeds international Julia Zigiotti Olme.